# Auguste Honnoré
Auguste, Jules, Léon, Honnoré est un homme politique français né le 29 septembre 1836 à Monthureux-sur-Saône (Vosges) et mort le 5 mai 1886 à Paris.

## Biographie
Fils de notaire royal, issu d'une famille de notables de Fontenoy-le-Château, dont son oncle est maire en 1880, Auguste Honnoré entre au collège d'Épinal et obtient son baccalauréat ès Lettres en 1854. Il étudie à la faculté de droit de Paris dont il sort docteur. Il s'inscrit alors comme avocat au barreau de Saint-Mihiel où son père est juge de paix, il entre dans la magistrature sous le Second Empire, comme substitut du procureur à Montmédy, à Saint-Mihiel, puis à Épinal, avant de terminer sa carrière professionnelle comme procureur à Mirecourt à partir de 1868. Rallié à la République, il devient procureur général à Nancy en novembre 1871 et préside un comité républicain à Mirecourt. Il est révoqué en 1877 pour avoir refusé de poursuivre les journaux républicains, après le 16 mai 1877. Il est réintégré en janvier 1878.
Il est sénateur de la Meuse, inscrit au groupe de la Gauche républicaine, de 1879 à 1886. En juin 1885, il fait un discours applaudi sur son rapport sur les élections sénatoriales en Bretagne où il dénonce l'ignorance et le peu d'éducation politique.
Son fils, Pol Honnoré, devient avocat, préfet de la Meuse et conseiller général du canton de Gondrecourt-le-Château en 1919 dont il est élu président en 1939.